# 천만번 사랑해
《천만번 사랑해》는 2009년 8월 29일부터 2010년 3월 7일까지 방영한 SBS 주말극장으로, 사회적으로 문제되고 있는 불임여성 및 대리모에 대한 내용을 다룬 드라마이다. 최고 시청률 30%를 기록했다.

## 등장 인물

### 주요 인물
- 이수경 : 고은님 역

인덕의 전처가 낳은 딸. 세 자매 중 차녀. 대학에 다니고 있으나 휴학하여 놀이공원에서 인형 역할을 통해 돈벌이를 하고 있다. 어느 날 대학교에 수업하려 왔다가 백강호를 만나게 되었다. 그러던 중 그녀의 아버지가 쓰러졌고, 결국 은님은 대리모를 선택하게 된다.유빈의 친엄마
- 정겨운 : 백강호 역

백일의 차남이며, 미국을 유학을 갔다가 귀국하였다. 아버지가 바람을 피워 낳은 아들로, 손향숙에게는 애증의 대상이나 할머니로부터는 편애를 받는다. 우연한 계기로 만난 은님을 좋아하며 구애를 계속한다.
- 류진 : 백세훈 역

백일의 장남이자 백산그룹의 상무. 어머니와 아내 때문에 때로는 괴로움을 안고 있는 인물이다.
- 고은미 : 이선영 역

세훈의 아내이자 강호의 형수. 이혼한 어머니 손에서 자랐으며 불임 문제 때문에 괴로워한다.

### 고은님의 가족
- 길용우 : 고인덕 역

한 가정의 가장이자 세 자매의 아버지였지만 다니던 회사의 도산으로 충격을 받아 혼수상태에 빠진다. 후에 병세가 회복되어 집으로 돌아온다.유빈이의 친외할아버지.
- 이미영 : 박애랑 역

난정의 생모이자 은님의 계모. 인덕의 아내로, 변덕스럽고 여우 같은 성격을 지녔다.유빈이 의붓할머니.
- 박수진 : 오난정 역

은님의 이부자매, 애랑의 딸. 자매들 중 가장 나이가 많지만, 철이 없고 말괄량이 기질이 깊다. 백강호에게 은근히 관심을 갖고 있다.유빈의 의붓큰이모.
- 백진희 : 고은정 역

세 자매 중 막내 딸이자 고등학생(후에 대학생이 됨). 막내지만 은님처럼 철이 들어 성숙한 성격을 가졌다.유빈이 친막내이모.
- 이주실 : 최심덕 역

인덕의 장모이자 은님의 외할머니. 떡볶이 노점상을 운영한다. 은님이 대리모라는 사실을 알게 되는 유일한 인물이다.

### 백강호의 가족
- 사미자 : 지옥선 역

백일의 노모이자 향숙의 시어머니. 세훈, 강호 형제의 할머니. 며느리와는 달리 강호를 편애한다.
- 노영국 : 백일 역

백산그룹의 회장이자 집안의 가장. 공적으로는 철저한 편이나 사적으로는 효도가 짙은 인물이다. 아내 향숙에게는 큰 빚이 있다. 지방 지사에서 근무하다가 여직원과의 사이에서 아이까지 생기게 되었는데 그 사실을 안 어머니 지옥선 여사가 그 여직원을 정리해서 어디론가 보내고 아이만 데리고 왔다. 그때 데려온 갓난 아이가 둘째 아들 강호다.
- 이휘향 : 손향숙 역

백일의 아내이자 세훈의 생모이며 강호의 양모. 전형적인 재벌가 귀부인 타입으로, 친자식인 세훈에게는 편애를 하나 이복아들인 강호에게는 냉대한 편이다. 세훈과 선영의 불임 소식을 듣고는 선영에게 대리모를 제안한다.
- 이디엘, 이다엘 : 백유빈 역

세훈의 아들. 은님이 대리모를 하여 낳은 아이로, 집안의 귀여움을 받으며 자라고 있다.

### 김청자의 가족
- 김청 : 김청자 역

선영의 생모이자 세훈의 장모. 드라마 작가이며 솔직함을 자부하지만 실제로는 변덕이 잦은 성격이다.
- 방은희 : 김소월 역

청자의 노처녀 동생으로 30대 숫처녀. 김청자네 살림을 봐주고 있다.
- 김희철 : 이철 역

청자의 아들이자 선영의 동생. 철부지 때문에 어머니의 속을 썩힌다.

### 주변 인물
- 김진수 : 봉만수 역

드라마 PD로 청자와 동업하나 매우 눈엣가시로 여길 정도로 청자를 좋지 않게 보고 있다.
- 권은아 : 소금자 역

연희의 어머니. 대리부모 브로커로 암약하고 있으며 소월의 고향 친구이다. 은님과 향숙에게 가서 대리모를 권장한다.
- 이시영 : 홍연희 역

금자의 딸로 세훈네 회사에서 일하고 있으며 밤에는 바텐더도 겸직한다. 세훈에게 은근히 관심을 보이고 그를 끝까지 사랑하려고 집착하고 있다.

### 그 외 인물
- 박혜진 : 강호의 친 외할머니 역
- 박영지 : 박승회 역
- 진예솔 : 박수정 역
- 이은우 : 미미 역
- 이상숙 : 고아원 수녀 역

## 수상
- 2009년 SBS 연기대상 연속극부문 여자 조연상 이휘향
- 2009년 SBS 연기대상 10대스타상 이수경
- 2009년 SBS 연기대상 뉴스타상 정겨운

## 동시간대 드라마
- 솔약국집 아들들 (KBS 2TV)
- 수상한 삼형제 (KBS 2TV)
- 탐나는도다 (MBC)
- 인연 만들기 (MBC)
- 민들레 가족 (MBC)

## 결방 & 연장
- 2009년 9월 5일 : 축구 평가전 〈한국 vs 호주〉 생중계 때문에 시작한 지 2회 만에 3회 방송이 하루 연기되어 결방(2009년 9월 7일)된 적이 있다.
- 2010년 1월 12일 : 천만번 사랑해 방영 분량이 50부작에서 5회 연장되어 55부작으로 변경, 확정되었다.

## 같이 보기
- SBS
- 대한민국의 텔레비전 프로그램 목록